# Sint-Helena op de Gemenebestspelen

Vlag van Sint Helena

Sint-Helena is een eilandengroep dat deelneemt aan de Gemenebestspelen (of Commonwealth Games). Hun eerste deelname was op de Gemenebestspelen 1982. Tot nu toe wonnen ze nog geen enkele medaille.

## Medailles
| Sint Helena op de Gemenebestspelen | Sint Helena op de Gemenebestspelen | Sint Helena op de Gemenebestspelen | Sint Helena op de Gemenebestspelen | Sint Helena op de Gemenebestspelen | Sint Helena op de Gemenebestspelen |
| ---------------------------------- | ---------------------------------- | ---------------------------------- | ---------------------------------- | ---------------------------------- | ---------------------------------- |
| Jaar                               | Goud                               | Zilver                             | Brons                              | Totaal                             | Rang                               |
| 1982                               | -                                  | -                                  | -                                  | -                                  | /                                  |
| 1998                               | -                                  | -                                  | -                                  | -                                  | /                                  |
| 2002                               | -                                  | -                                  | -                                  | -                                  | /                                  |
| 2006                               | -                                  | -                                  | -                                  | -                                  | /                                  |
| 2010                               | -                                  | -                                  | -                                  | -                                  | /                                  |
| 2014                               | -                                  | -                                  | -                                  | -                                  | /                                  |
| 2018                               | -                                  | -                                  | -                                  | -                                  | /                                  |
| 2022                               | -                                  | -                                  | -                                  | -                                  | /                                  |